# 小松川町
小松川町（こまつがわまち）とは、東京府南葛飾郡にかつて存在した町である。現在の江戸川区の西部に位置していた。
江戸川区の地名として現存する。荒川放水路と旧中川に挟まれた地域である。前身の小松川村とは別の自治体であり、区域も大きく異なる。

## 沿革
- 1914年（大正3年）4月1日 - 荒川放水路設置に伴う町村再編により、小松川村、船堀村の各放水路以西、平井村の放水路以南が合併して小松川町を新設。
- 1932年（昭和7年）10月1日 - 南葛飾郡全域が東京市に編入。小松川町の区域が江戸川区となる。

## 交通

### 鉄道
- 国鉄（現JR東日本）
  - 総武本線：平井駅
- 城東電気軌道（のちの都電 小松川線 1968年廃止）

## 地名
| 大字名   | 小字名                               | 東京市編入後の町名 | 住居表示後の新町名                         | 備考                                                                            |
| -------- | ------------------------------------ | ------------------ | ------------------------------------------ | ------------------------------------------------------------------------------- |
| 一丁目   | （なし）                             | 小松川一丁目       | 小松川一丁目・二丁目                       | 1927年（昭和2年）大字西小松川字一ノ割、二ノ割、町人、蒲原（一部）を統廃合       |
| 二丁目   | （なし）                             | 小松川二丁目       | 小松川二丁目                               | 1927年（昭和2年）大字西小松川字新町、三反田、蒲原（一部）、内野（一部）を統廃合 |
| 三丁目   | （なし）                             | 小松川三丁目       | 小松川三丁目                               | 1927年（昭和2年）大字西小松川字古田、中川堤外（一部）、内野（一部）を統廃合     |
| 四丁目   | （なし）                             | 小松川四丁目       | 小松川四丁目（住居表示未実施）             | 1927年（昭和2年）大字西小松川字谷部沼（一部）、内野（一部）を統廃合             |
| 東小松川 | 浮洲・萱野                           | 小松川一丁目       | 小松川一丁目                               |                                                                                 |
| 西小松川 | 中川堤外                             | 小松川一丁目       | 小松川一丁目                               |                                                                                 |
| 西船堀   | 境川附・大進                         | 小松川一丁目       | 小松川一丁目                               |                                                                                 |
| 逆井     | 逆井                                 | 逆井一丁目         | 平井一丁目・二丁目                         |                                                                                 |
| 逆井     | 善正・丸田                           | 逆井二丁目         | 平井二丁目・三丁目・四丁目                 |                                                                                 |
| 下平井   | 三番目・田之倉・南宅地・新田・反高場 | 平井一丁目         | 平井二丁目・三丁目・五丁目・六丁目         |                                                                                 |
| 下平井   | 石田・高田・出口・蟹田・菱喰田       | 平井二丁目         | 平井一丁目・四丁目                         |                                                                                 |
| 下平井   | 町田・庚申前・田中前・北宅地・大縄場 | 平井三丁目         | 平井三丁目・四丁目・五丁目・六丁目・七丁目 |                                                                                 |
| 中平井   | 後・本郷・高場・西袋・堤外           | 平井四丁目         | 平井五丁目・六丁目・七丁目                 |                                                                                 |

## 出身者
- 島村一郎 - 政治家、元衆議院議員、元小松川町長。元衆議院議員島村宜伸の父。